# Białasy
Białasy – wieś w Polsce położona w województwie mazowieckim, w powiecie sierpeckim, w gminie Szczutowo. Ma status sołectwa.

## Historia

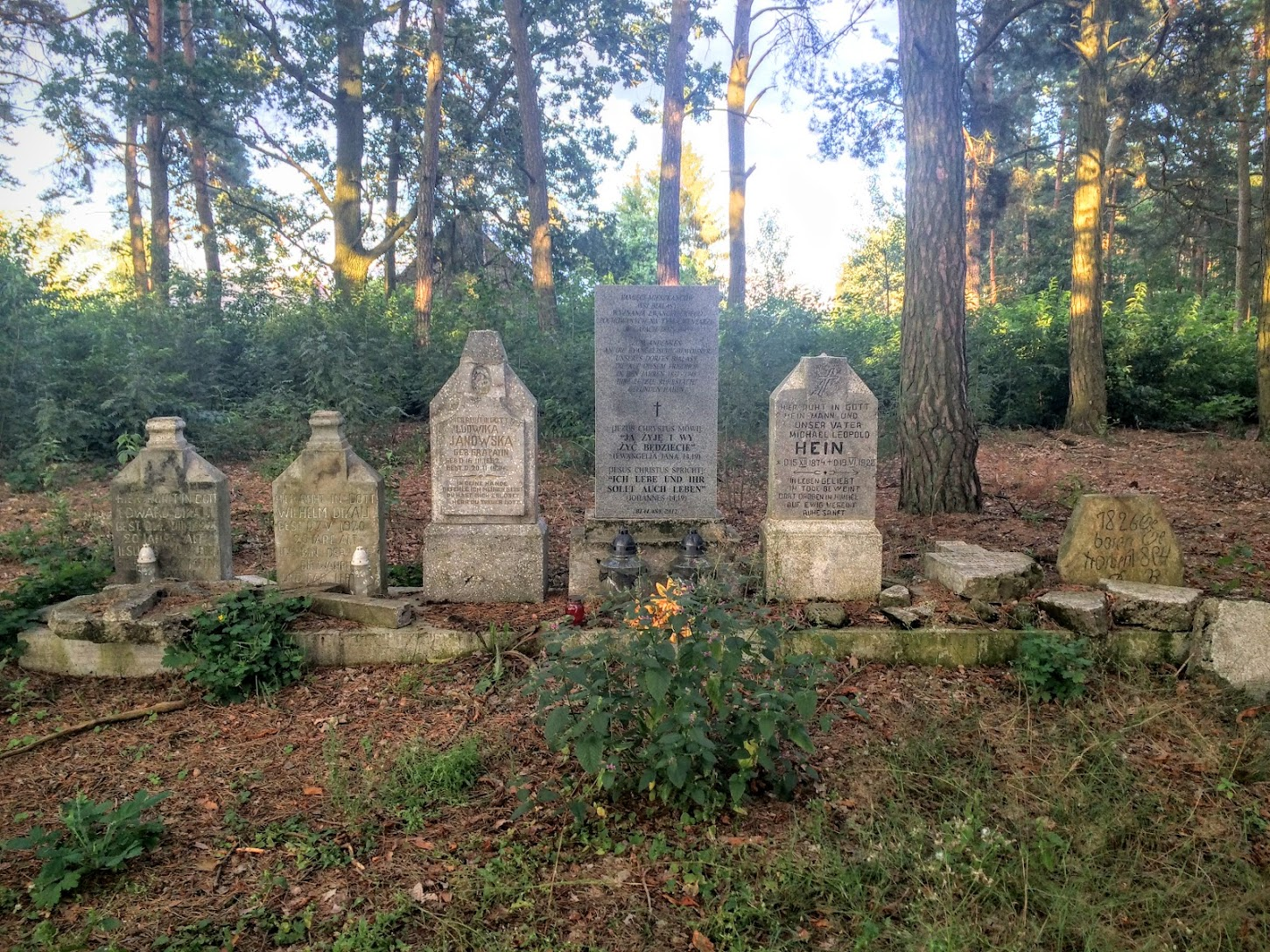
Lapidarium na cmentarzu ewangelickim

Wieś znana jako Paprotki Białasy już w XVII wieku. W XVIII wieku nastąpił rozwój wsi za sprawą osadnictwa niemieckiego. Prawdopodobnie ok. 1840 z inicjatywy ewangelickich rodzin w Białasach założono kantorat, należący do ewangelickiej parafii w Sierpcu. Zbudowano szkołę, kaplicę z dzwonnicą i cmentarz. W kantoracie działała orkiestra dęta.
Według spisu powszechnego z 1921 w Białasach w 28 domach mieszkało 176 osób, z których wszystkie deklarowały się jako ewangelicy i podało niemiecką narodowość. Podobnie w sąsiednich Białasach-Żochowo (12 domów i 70 mieszkańców) i Jońcach (Białasy) (15 domów i 82 mieszkańców). Łączna liczba mieszkańców gminy Szczutowo wyznania ewangelickiego według spisu wynosiła 664 osoby.
Po 1945 ewangeliccy mieszkańcy opuścili okoliczne tereny.
Po 1945 cmentarz ewangelicki ulegał stopniowej dewastacji. W latach 2010–2012 dzięki inicjatywie grupy historycznej "ULTIMA THULE" z Sierpca w którą zaangażowali się uczniowie z Gimnazjum im. Polskich Olimpijczyków w Szczutowie teren cmentarza został uporządkowany. Obecnie znajduje się na nim kilkanaście zrekonstruowanych nagrobków, lapidarium, krzyż oraz tablica informacyjna.
W latach 1975–1998 miejscowość administracyjnie należała do województwa płockiego.